# L-Raum
In der Mathematik sind L-Räume gewisse 3-Mannigfaltigkeiten, deren Heegaard-Floer-Homologie die einfachstmögliche ist. Die L-Raum-Vermutung legt einen Zusammenhang mit der (Nicht-)Anordbarkeit von Fundamentalgruppen und der (Nicht-)Existenz straffer Blätterungen nahe.

## Definition
Eine geschlossene, orientierbare 3-Mannigfaltigkeit ist ein L-Raum, wenn sie eine rationale Homologiesphäre ist und ihre Heegaard-Floer-Homologie {\displaystyle {\widehat {HF}}(Y)} eine freie abelsche Gruppe mit {\displaystyle \sharp H_{1}(Y)} Erzeugern ist.

## Beispiele
Sphärische 3-Mannigfaltigkeiten sind L-Räume, insbesondere ist das der Fall für Linsenräume. Auch zusammenhängende Summen von sphärischen 3-Mannigfaltigkeiten sind L-Räume. 

## L-Raum-Vermutung
Die von Cameron Gordon aufgestellte L-Raum-Vermutung besagt, dass die folgenden Bedingungen für irreduzible rationale Homologiesphären {\displaystyle Y} äquivalent sein sollen:
- {\displaystyle Y} ist kein L-Raum,
- die Fundamentalgruppe {\displaystyle \pi _{1}Y} ist eine angeordnete Gruppe,
- {\displaystyle Y} besitzt eine straffe Blätterung.